# Бероль
Беро́ль (фр. Bairols) — коммуна на юго-востоке Франции в регионе Прованс — Альпы — Лазурный берег, департамент Приморские Альпы, округ Ницца, кантон Ванс. До марта 2015 года коммуна административно входила в состав упразднённого кантона Виллар-сюр-Вар (округ Ницца).
Площадь коммуны — 15,24 км², население — 103 человека (2006) с тенденцией к стабилизации: 108 человек (2012), плотность населения — 7,1 чел/км².

## Население
Население коммуны в 2011 году составляло — 109 человек, а в 2012 году — 108 человек.
| 1962 | 1968 | 1975 | 1982 | 1990 | 1999 | 2004 | 2006 | 2009 | 2011 | 2012 |
| ---- | ---- | ---- | ---- | ---- | ---- | ---- | ---- | ---- | ---- | ---- |
| 25   | 37   | 30   | 38   | 73   | 114  | 109  | 103  | 106  | 109  | 108  |

Динамика численности населения:

## Экономика
В 2010 году из 59 человек трудоспособного возраста (от 15 до 64 лет) 44 были экономически активными, 15 — неактивными (показатель активности 74,6 %, в 1999 году — 70,7 %). Из 44 активных трудоспособных жителей работали 42 человека (23 мужчины и 19 женщин), 2 числились безработными (1 мужчина и 1 женщина). Среди 15 трудоспособных неактивных граждан учеников либо студентов не числилось, 9 — были пенсионерами, а ещё 6 — были неактивны в силу других причин.